# Paul Magnier
Paul Magnier (Laredo, 14 april 2004) is een Frans wielrenner, mountainbiker en voormalig veldrijder.

## Carrière
Magnier reed als junior zowel op de weg, in het veld als mountainbike. In het mountainbike werd hij in 2022 derde op het wereldkampioenshap voor junioren. Hij werd datzelfde jaar vierde op het WK op de weg bij de junioren. Hij won ook twee etappes in de Giro della Lunigiana en het puntenklassement. Er waren ook ritzeges in de Tour du Valromey en Tour du Pays de Vaud. In 2023 reed hij voor het continentale Trinity Racing en won brons op het EK op de weg voor beloften. Op het Frans kampioenschap voor beloften dat jaar werd hij tiende.
In 2024 tekende hij bij Soudal Quick-Step in de World Tour, in zijn eerste koers van dat jaar won hij meteen Trofeo Ses Salines-Felatnix. In zijn volgende koers de Ronde van Oman won hij de derde etappe.

## Erelijst

### Mountainbike
2021
- Frans kampioenschap cross-country (junioren)

2022
- WK cross-country (junioren)

### Veldrijden
| Seizoen    | WK | EK | FK | Klassementen | Klassementen | Klassementen | Klassementen | Klassementen | Podia | Podia  | Podia | Aantal crossen |
| Seizoen    | WK | EK | FK | WB           | SP           | Trofee       | TOI          | C. France    | Goud  | Zilver | Brons | Aantal crossen |
| ---------- | -- | -- | -- | ------------ | ------------ | ------------ | ------------ | ------------ | ----- | ------ | ----- | -------------- |
| Als junior |    |    |    |              |              |              |              |              |       |        |       |                |
| 2020-2021  | -  | -  | -  | -            | -            | -            | -            | -            | 0     | 0      | 0     | 1              |
| 2021-2022  | -  | -  | -  | -            | -            | -            | -            | 58e          | 0     | 1      | 0     | 4              |

### Weg
2021
Classic Jean-Patrick Dubuisson
2022
2a etappe Tour du Pays de Vaud
4e etappe Tour du Valromey
2b, 4e etappe Giro della Lunigiana
Puntenklassement Giro della Lunigiana
2023
 EK op de weg voor beloften
2024
Trofeo Ses Salines-Felatnix
3e etappe Ronde van Oman
2e etappe Vredeskoers-GP Jeseniky U23
Puntenklassement Vredeskoers-GP Jeseniky U23
2e en 4e etappe Giro d'Italia Next Gen
Puntenklassement Giro d'Italia Next Gen
1e, 4e en 5e etappe Ronde van Groot-Brittannië
2025
1e etappe Ster van Bessèges
Heistse Pijl
Dwars door het Hageland
Elfstedenronde
4e etappe Ronde van Polen

#### Resultaten in voornaamste wedstrijden op de weg
| Jaar | Ronde van Italië | Ronde van Frankrijk | Ronde van Spanje |
| ---- | ---------------- | ------------------- | ---------------- |
| 2025 | opgave           |                     |                  |

| Jaar | Gent-Wevelgem | Ronde van Vlaanderen | Omloop Het Nieuwsblad | Le Samyn |
| ---- | ------------- | -------------------- | --------------------- | -------- |
| 2025 | 38e           | 62e                  | ↑                     | ↑        |

## Ploegen
- 2023 –  Trinity Racing
- 2024 –  Soudal-Quick Step
- 2025 –  Soudal Quick-Step

Alaphilippe · Asgreen · Bastiaens · Cattaneo · Černý · Evenepoel      · Gelders · Hirt · Huby · Knox · Lampaert · Lamperti · Landa · Lecerf · Magnier · Masnada · Merlier · Moscon · Pedersen · Reinderink · Serry · Svrček · Van Lerberghe · Van Wilder · Vangheluwe · Vansevenant · Vervaeke · Warlop